# 宇治採茶使
宇治採茶使（うじさいちゃし）は、京都府宇治市の名産品である宇治茶を徳川将軍家に献上するための茶壷を運ぶ行列のこと。俗に御茶壷道中という。宇治では茶を栽培製茶して茶壺に詰めるまでが茶師の仕事で、その茶壺を運搬するのは購入者が行なうことになっており、幕府の場合、その茶壺運搬を御茶壷道中と称して幕府の威勢を示すのに利用した。

## 歴史

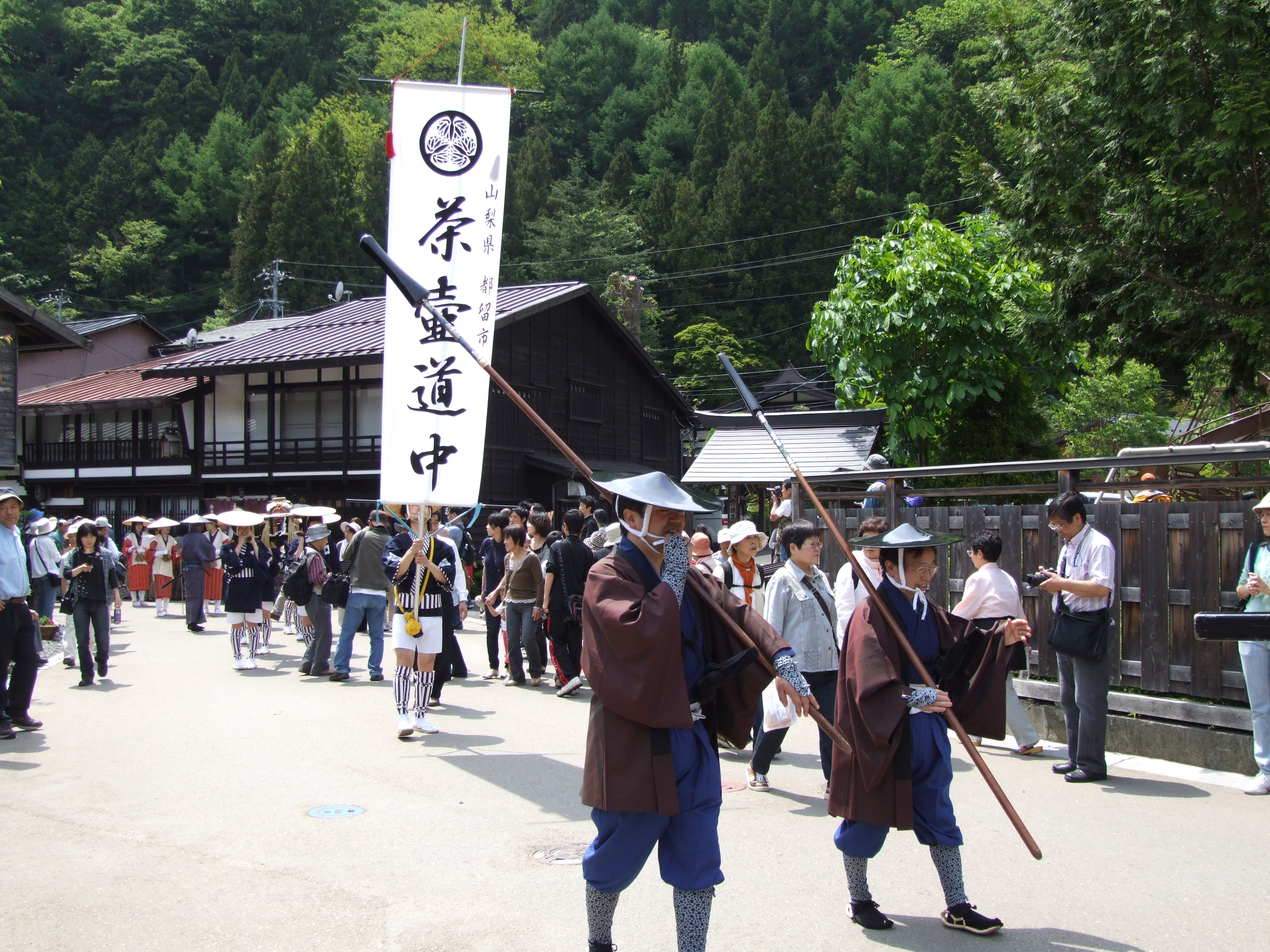
長野県塩尻市奈良井宿のお茶壺道中行列（2008年）。

起源は慶長18年（1613年）、江戸幕府が宇治茶の献上を命じる宇治採茶師を派遣したのが始まりで、元和年間、使番が使者に任命され宇治茶を運んでいた。徳川家光の時代の寛永9年（1632年）に制度化され、寛永10年から幕末の慶応2年（1866年）まで続けられた。
最初の例は寛永10年（1633年）、採茶使を旗本の神尾守勝、近藤用行、安藤正珍、朽木友綱が務めた。行列はないが最後に江戸に茶壷を送ったのは慶応3年（1867年）である。この時は徳川慶喜が二条城に在洛中であり、随行していた元数寄屋組頭の鈴木春碩が宇治に来て、必要なだけ御茶壺のみを宿次人足に委ねて江戸城に運んでいる。
平成6年（1994年）、平安建都1200年記念事業で、有志により京都から東京まで徒歩で御茶壺道中が再現された。また、茶壷蔵のあった山梨県都留市でも毎年この行列を再現している。

## 手順
採茶使は旧暦の4月頃江戸を出て土用の頃江戸に戻った。責任者たる徒歩頭（かちがしら）が輪番でその任を務め、茶道頭や茶道衆（茶坊主）のほか茶壷の警備の役人など、徳川吉宗の倹約令が出るまで膨れ上がり、多い時には1000人を超える大行列となった。道中の総責任者は、宇治の代官の上林家が代々務めた。
経路は年代により、年により変遷はあるが旧暦の4月頃、将軍家伝来の100個以上の空の茶壷が江戸を出て東海道を運ばれた。宇治に着くと初昔、後昔など最高級の碾茶を詰められて復路は中山道・甲州街道を江戸に向けて運ばれたが元禄時代までは甲斐国谷村（現・都留市谷村）の谷村城の近くに所在する勝山城（都留市川棚）の茶壷蔵に納められた。その後、富士山の冷気にあてて熟成され夏を過ぎてから江戸まで運ばれた。
この御茶壷道中は、将軍が飲み徳川家祖廟に献ずるものであるから自ずからたいへん権威があり、摂関家や門跡並で、御三家の行列であっても、駕籠から降りて、馬上の家臣はおりて、道を譲らねばならなかった。
行列が通る街道は、前もって入念な道普請が命ぜられ、農繁期であっても田植えは禁止された。子供の戸口の出入り、たこ揚げ、屋根の置き石、煮炊きの煙も上げることは許されず、葬式の列さえ禁止された。権威のあるこの行列を恐れていた沿道の庶民は、茶壷の行列が来たら、戸をぴしゃんと閉めて閉じこもった。また、道で出くわしたら、土下座で行列を遣り過すしかなかった。茶壺の行列の様子は、現代でも童歌の「ずいずいずっころばし」に表現されて歌い継がれている。また、松本清張の短編『蓆』にも、この行列をめぐる悲喜劇が書かれている。
また、徳川政権当初は、駿河国井川の大日峠に茶葉を寒冷保存する御茶壺屋敷があった。秋の彼岸頃に駿府の家康、また江戸の将軍家の元へと茶壺が運ばれる行事は「御茶壺道中」と呼ばれていた。正徳年間にこの井川の御茶壷屋敷は廃止されるが、御茶壺屋敷および保存されていた数々の名品茶壷の管理は当時、地元井川を領した海野弥兵衛（海野元定）と柿島を領した朝倉六兵衛（在重）に任されていた。

## 関連書
- 大島延次郎『日本交通史概論』茶壺道中/p238、吉川弘文館、1964年
- 藤原緋沙子『茶筅の旗』新潮社、2017年 - 茶使を主人公とした小説[3]